# Cleômbroto I
Cleômbroto I (em grego:  Κλεόμβροτος, transl. Kleómbrotos; 408 a.C. — 371 a.C.) foi rei agíada de Esparta desde o ano 380 a.C. até 371 a.C..
Era filho de Pausânias de Esparta e irmão de Agesípolis I, ao qual sucedeu em 380 a.C.. Seu reinado se caracterizou pelos combates com a cidade de Tebas, que se opunha à liderança que Esparta exercia na Hélade após sua vitória sobre Atenas na guerra do Peloponeso. Foi sucedido por seu filho Agesípolis II.